# BTR-80

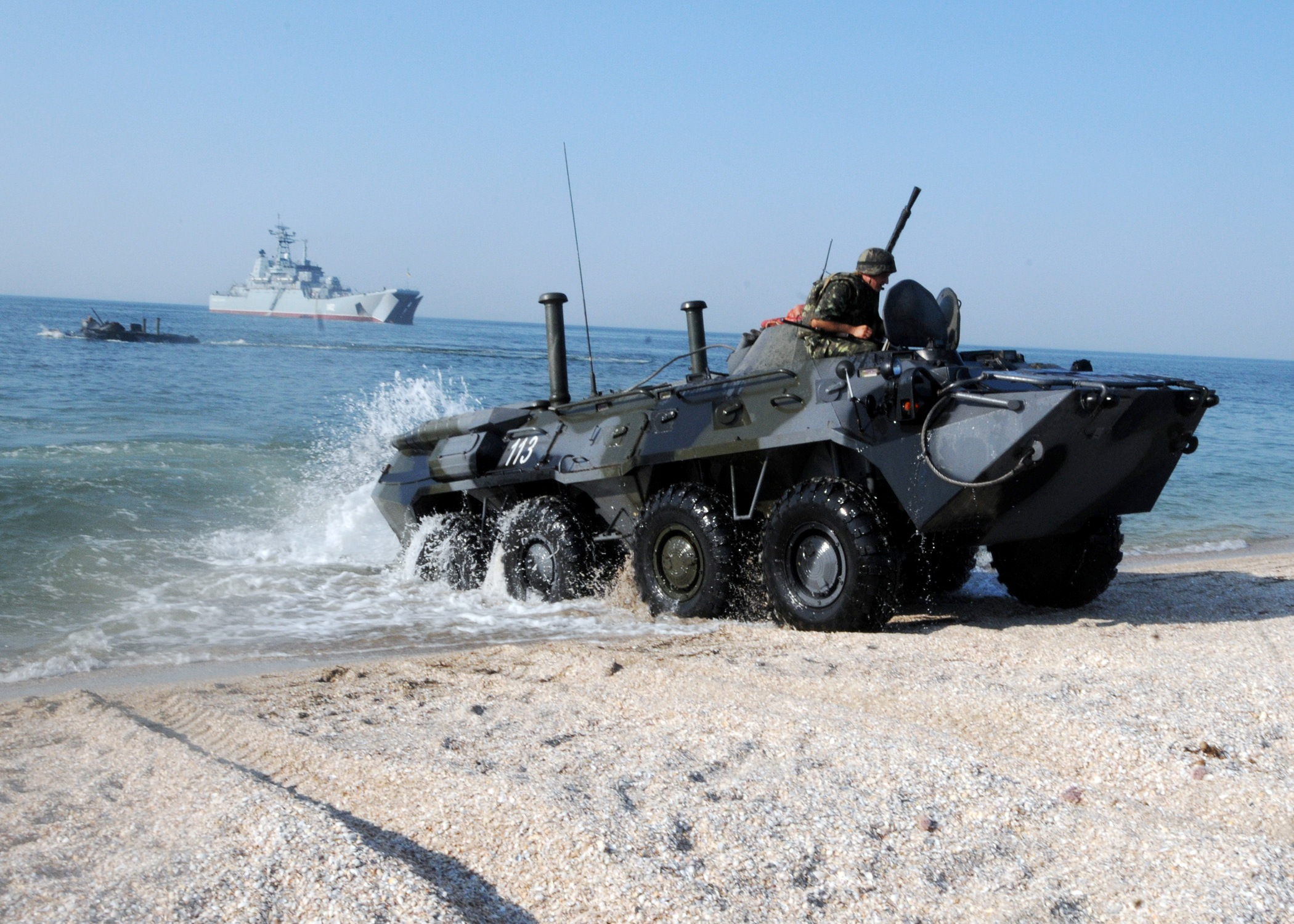
En BTR-80 med snorkel

BTR-80 (ryska: Бронетранспортер БТР-80) är en 8x8 hjuldriven pansarterrängbil som designats i Sovjetunionen. Produktionen påbörjades år 1986 och ersatte de tidigare varianterna, BTR-60 och BTR-70 i den sovjetiska armén. Fordonet kan vara svårt att visuellt skilja från sin föregångare BTR-70, men en skillnad är att BTR-80 har delade sidodörrar. BTR-80 har bland annat använts i första och andra Tjetjenienkrigen.
De förbättringar jämfört med tidigare modeller - som aktualiserades av erfarenheter från Afghansk-sovjetiska kriget - var en motor med högre brandsäkerhet och bättre köregenskaper, förbättrad elevation för tornkulsprutan (60° mot tidigare 30°) samt en omkonstruerad sidolucka som underlättar utrymning av fordonet.
BTR-80 är ett amfibiefordon och drivs i vattnet av ett vattenjetaggregat och kan använda snorkel vid höga vågor. Den har även ett övertryckssystem mot CBRN-stridsmedel.
BTR-80 förekommer i många specialvarianter som stridsledning, spaning, flygledning, sjukvård